# Centro Stile Fiat

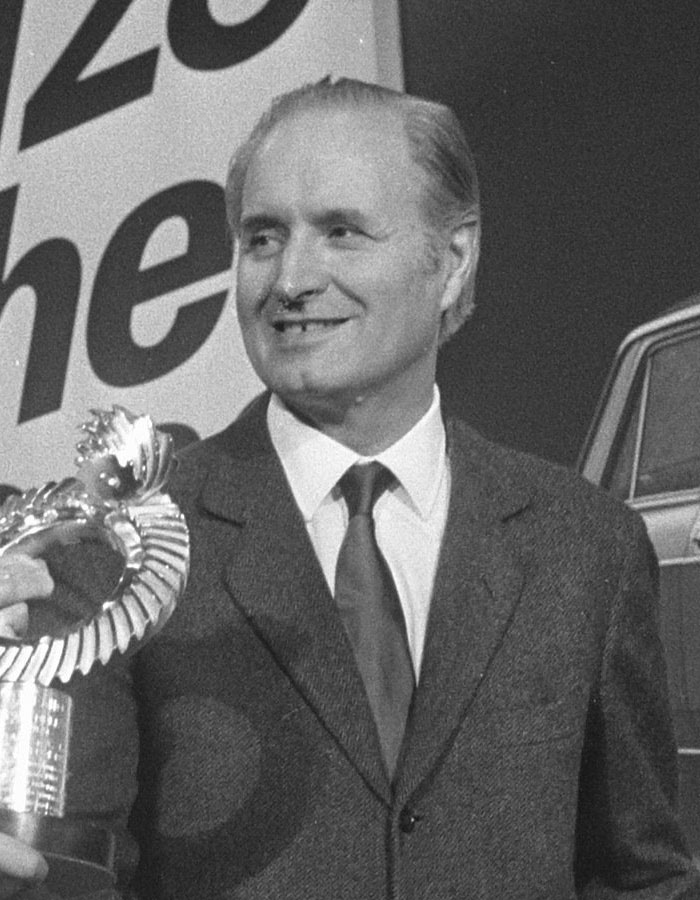
L'ingegnere e progettista Dante Giacosa, "padre" del Centro Stile Fiat.

Il Centro Stile Fiat, colloquialmente noto dal 2007 anche come Officina 83, è la divisione di Fiat Group Automobiles che riunisce tutte le attività relative alla progettazione di automobili delle case automobilistiche FIAT, Alfa Romeo, Lancia, Fiat Professional, Abarth e Maserati.

## Storia

### Anni 1950 e 1960: Centro Stile Fiat
Il primo Centro Stile Fiat, concepito con una organizzazione autonoma e una sede indipendente, sul calco della Styling Section della General Motors, nasce nel 1958 in via Settembrini 153 a Torino. Nel 1960 è trasferito provvisoriamente in via Correggio e poi trova una collocazione stabile nel 1961 nella palazzina in Strada della Manta 22, dove rimane fino al 2007.
Il Centro "delle origini" è inquadrato nell'organizzazione della Direzione Superiore Tecnica Autoveicoli e risponde direttamente all'ingegnere Dante Giacosa. Vi operano circa 80 persone suddivise in otto sezioni in grado di realizzare indipendentemente la carrozzeria di un'automobile: l'ufficio stilisti e disegnatori, il reparto modellazione in plastilina e in gesso, il reparto falegnameria (per l'allestimento della dima su cui "battere" la lamiera), il reparto battitura lastra, il reparto assemblaggio e saldatura, il reparto verniciatura e il reparto selleria.

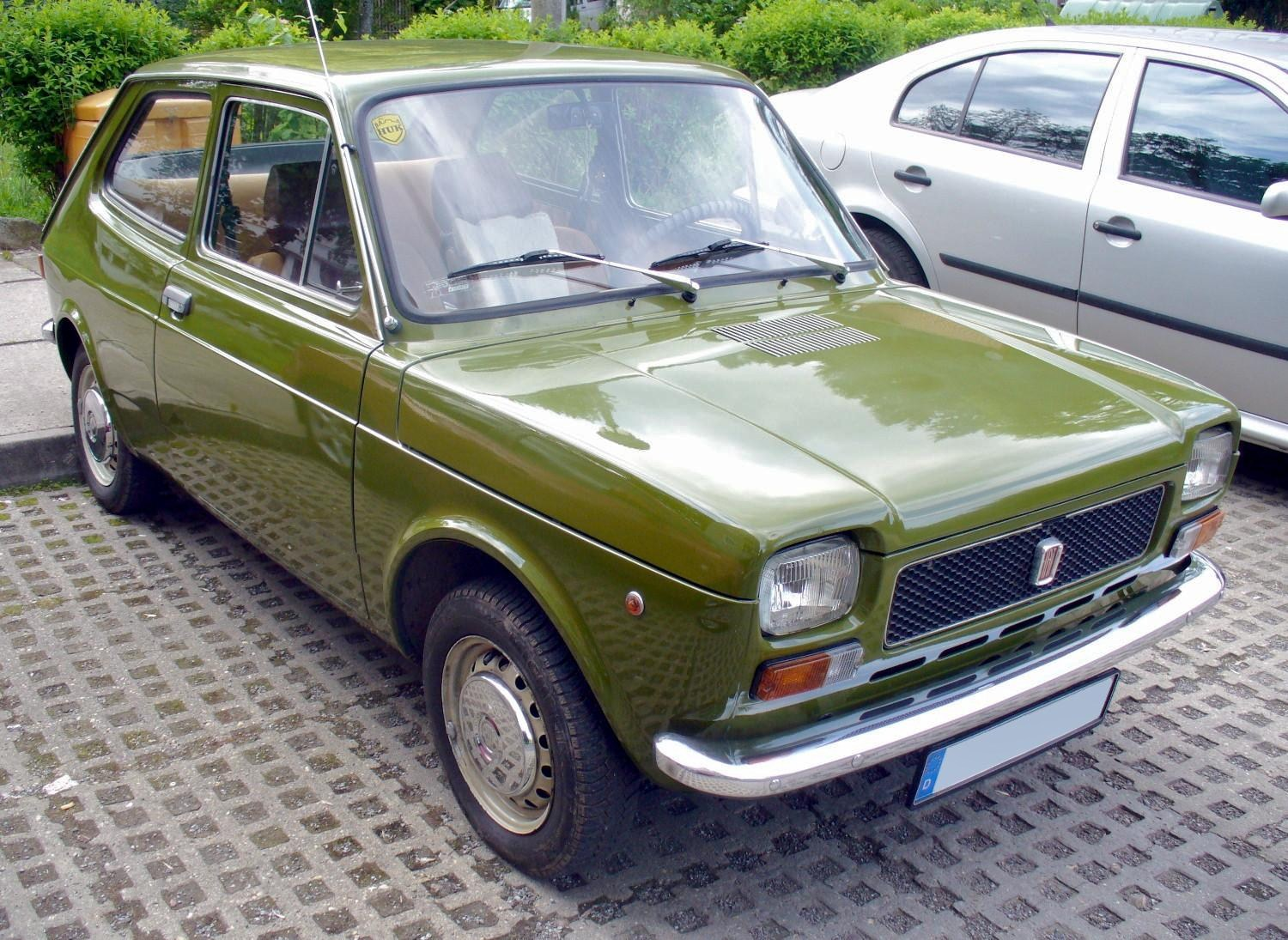
La Fiat 127 di Pio Manzù

Durante i primi anni, il Centro si avvale della consulenza del carrozziere Mario Felice Boano e diviene altresì luogo di formazione per alcuni dei più noti designer automobilistici del tempo, tra cui Fabio Luigi Rapi, Pio Manzù e Giorgetto Giugiaro. Nel corso degli anni 1960, sotto la direzione Giacosa, il Centro sviluppa la Fiat 850, la Fiat 124, la Fiat 125, la Fiat 128, la Fiat 130 e l'Autobianchi A112. Sul finire del decennio, dalla cooperazione con Manzù nascono la Fiat 127 e la Fiat 126.

### Anni 1970 e 1980: inglobamento dello stile Lancia e Alfa Romeo
Nel corso degli anni 1970 il Centro sviluppa la Fiat 132 e la Fiat 131 e, sotto la direzione di Gian Paolo Boano, figlio di Mario Felice, la Fiat Ritmo.
Dalla fine degli anni 1970 e nel corso degli anni 1980 il Centro sviluppa internamente vetture quali la Fiat Argenta, la Fiat Regata e la Autobianchi Y10, e si apre a collaborazioni con carrozzieri e studi esterni, in particolare Italdesign Giugiaro, Pininfarina e I.De.A Institute. In questo periodo le attività si svolgono sotto la responsabilità dell'architetto Mario Maioli.

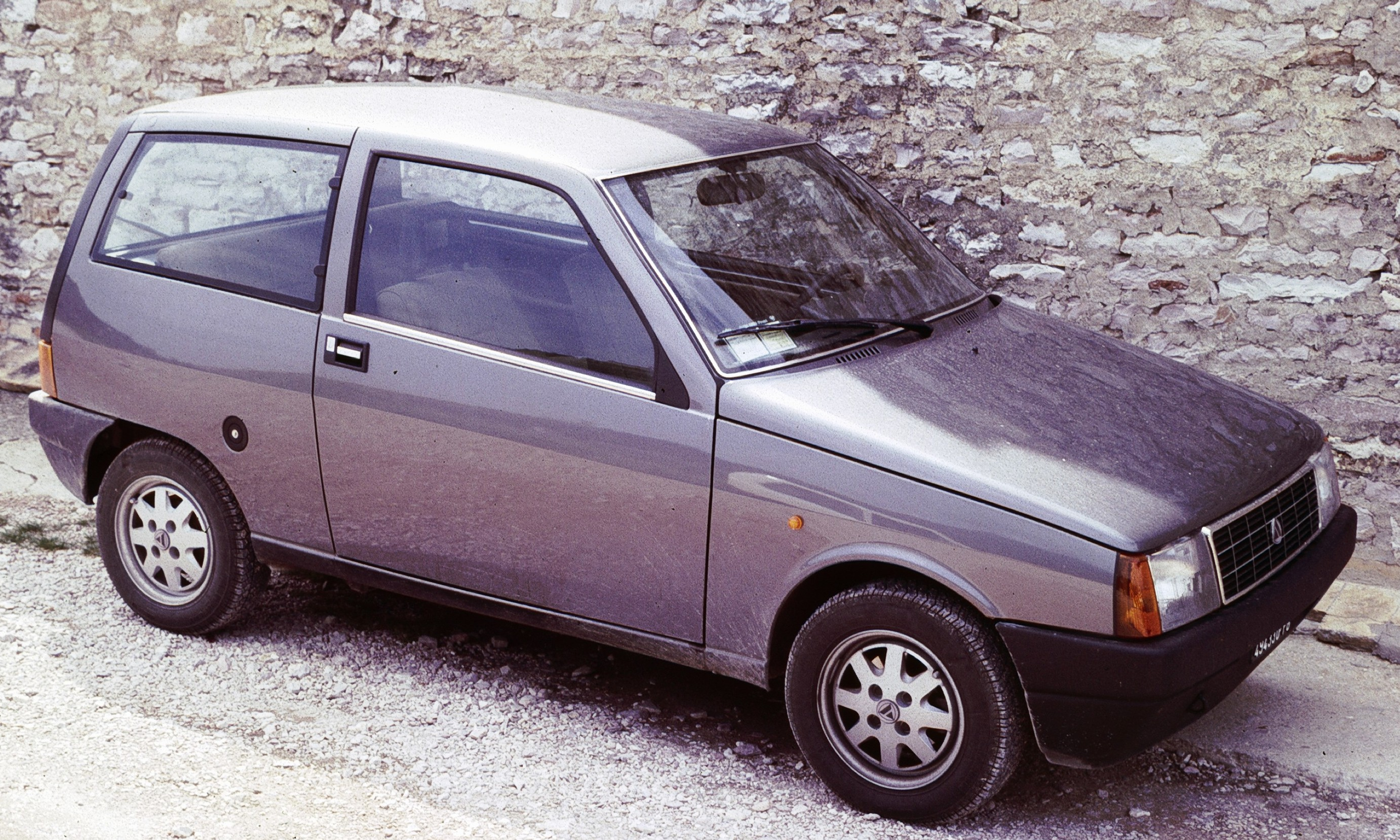
L'Autobianchi Y10 di Tom Tjaarda

In seguito all'acquisizione da parte di FIAT dell'altra casa automobilistica torinese Lancia, nel 1977 Maioli assume la responsabilità del Coordinamento Stile per Lancia e Autobianchi.
Negli anni 1980, dopo l'entrata di Alfa Romeo nella galassia del Gruppo Fiat, anche lo stile della casa milanese passa sotto la responsabilità di Torino. Il Centro Stile Alfa Romeo, fondato a Milano negli anni 1950, mantiene però inizialmente una propria autonomia, dato che non viene inglobato nel Centro torinese (come successo per Lancia e Autobianchi), ma viene soltanto trasferito ad Arese e affidato alla direzione di Walter de Silva. Nello stesso periodo alla direzione dello stile Fiat si succedono personaggi come l'architetto Ermanno Cressoni, l'ingegnere Leonardo Fioravanti e il designer statunitense Chris Bangle.

### Anni 1990
Nel 1992 viene realizzato il Centro Stile Lancia, con sede presso il Centro Sicurezza di Orbassano, sotto la direzione dell'ingegnere Enrico Fumia, con chief designer exteriors Nicola Crea e interiors il designer americano Peter Davis.

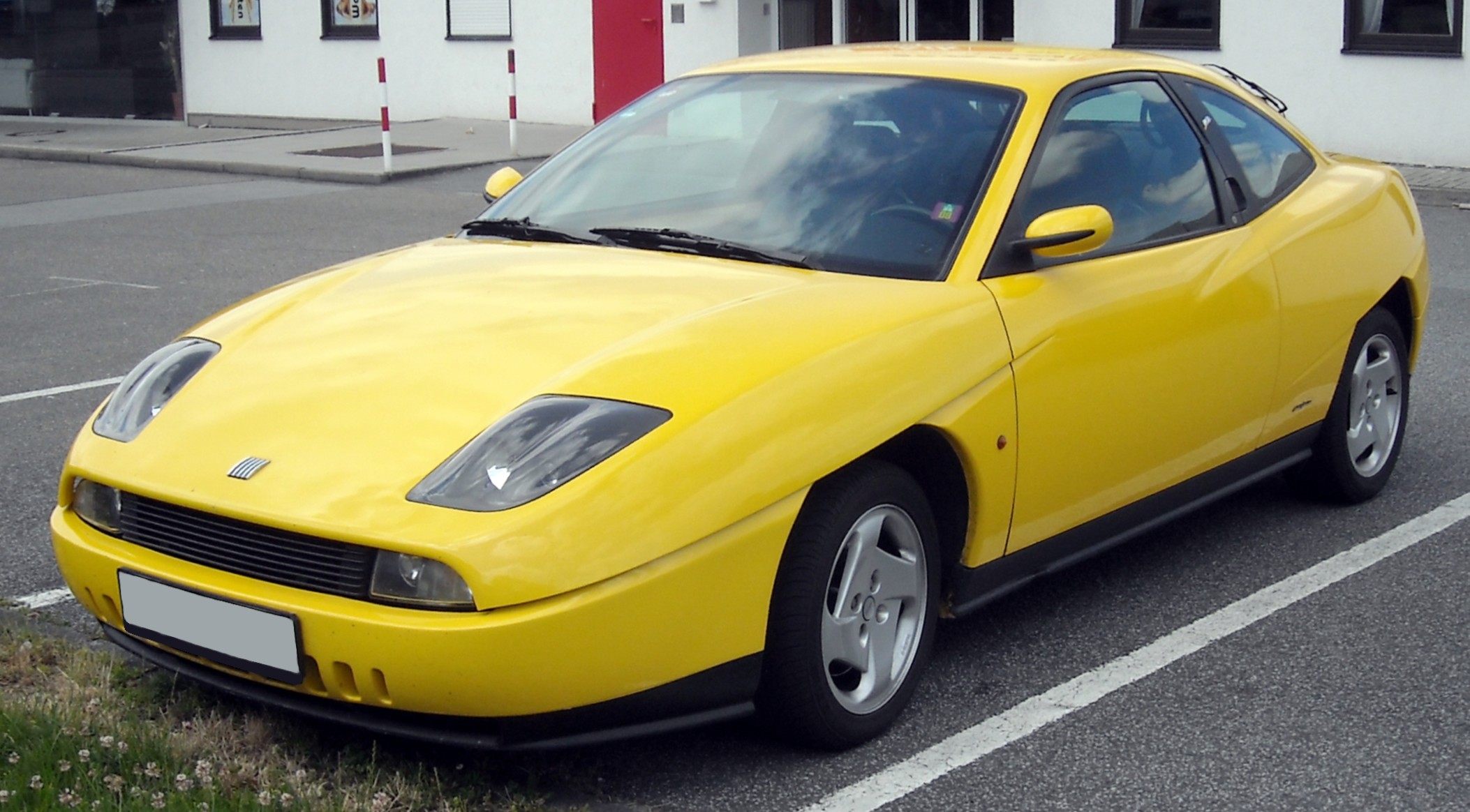
La Fiat Coupé di Chris Bangle

L'anno successivo lo stile Fiat a responsabilità Davis, con chief exterior designer Peter Fassbender e interior il designer americano Mike Robinson, lo stile Lancia guidato da Fumia, con chief designer exterior e interior Pietro Camardella, e lo stile Alfa Romeo guidato da De Silva, chief designer exterior e interior, pur mantenendo la loro autonomia creativa e la loro sede, vengono riuniti, insieme alle funzioni d'innovazione e d'impostazione, nell'ente Innovazione e Sviluppo Design (ISD), sotto la direzione dell'ingegnere Nevio Di Giusto, a cui succedono l'ingegnere Carlo Maria Fugazza nel 1997 e l'architetto Ermanno Cressoni nel 1999. Successivamente la direzione dello stile Fiat è affidata a Davis e dello stile Lancia a Robinson, mentre lo stile Alfa Romeo dopo l'uscita di De Silva viene diretto dal designer greco Andreas Zapatinas.

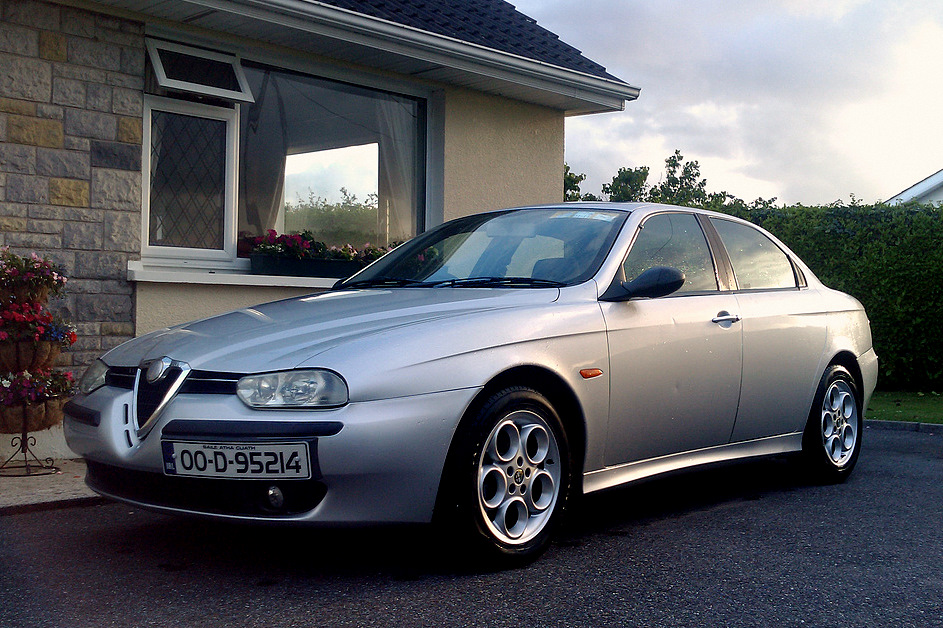
L'Alfa Romeo 156 di Walter de Silva

Nel corso degli anni 1990 sono numerose le vetture sviluppate internamente a opera dei Centri Stile Fiat, Lancia e Alfa Romeo, tra cui Fiat Cinquecento, Fiat Bravo/Brava, Fiat Marea, Fiat Barchetta, Fiat Coupé, Fiat Seicento, Fiat Multipla, Fiat Punto II, Fiat Stilo, Fiat Doblò, Lancia Y, Lancia Lybra, Lancia Thesis, Alfa Romeo 145, Alfa Romeo 156, Alfa Romeo 166 e Alfa Romeo 147; nel contempo prosegue una intensa attività di collaborazione con i carrozzieri e gli studi esterni, in particolare Italdesign e I.De.A.

### Anni 2000
Nel 2000 il coordinamento dell'ISD viene assunto dall'ingegnere Humberto Rodriguez; alla direzione dello stile Fiat si succedono Robinson e l'architetto Flavio Manzoni; la direzione dello stile Lancia è assunta dal designer Marco Tencone; alla direzione dello stile Alfa Romeo si succedono Zapatinas e il designer tedesco Wolfgang Egger. Nel 2000 viene costituito l'ente di Advanced Design, sotto la responsabilità del designer Roberto Giolito.

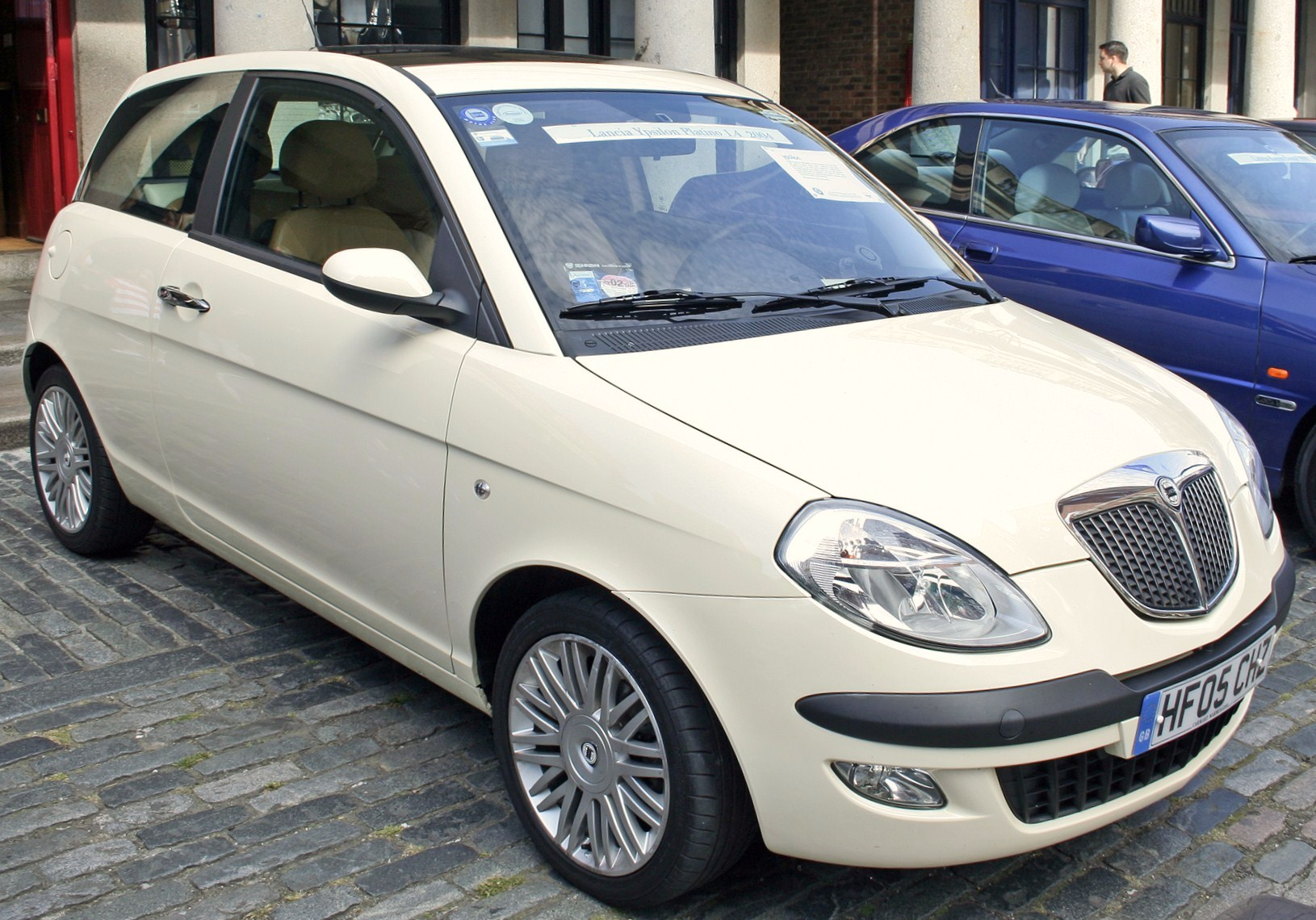
La Lancia Ypsilon di Marco Tencone, Alberto Dilillo e Flavio Manzoni

In questo periodo vengono sviluppate la Fiat Panda (in collaborazione con Bertone e I.De.A), la Fiat Idea (in collaborazione con Italdesign), la Lancia Ypsilon, l'Alfa Romeo GT (in collaborazione con Bertone) e l'Alfa Romeo 8C Competizione.
Nel 2005 il coordinamento dell'ente viene assunto dal designer americano Frank Stephenson; la direzione dello stile FIAT viene affidata al designer austriaco Christopher Reitz. In questo periodo vengono sviluppate la Fiat Bravo, la Fiat 500 e l'Alfa Romeo MiTo. Nello stesso periodo prosegue l'attività di collaborazione con i carrozzieri e gli studi esterni, in particolare Italdesign.
Il 2 luglio 2007, in un'area riqualificata dello stabilimento di Mirafiori, in via Plava 80, viene inaugurata l'Officina 83, sede del nuovo Centro Stile di Fiat Group Automobiles (FGA), il polo di riferimento per tutte le attività di stile di Fiat Group. Qui vengono concepiti i modelli dei marchi FIAT, Alfa Romeo, Lancia, Abarth, Maserati, Fiat Professional, Iveco e CNH; responsabile e coordinatore di tutte le attività è l'ingegnere Lorenzo Ramaciotti.

### Anni 2010

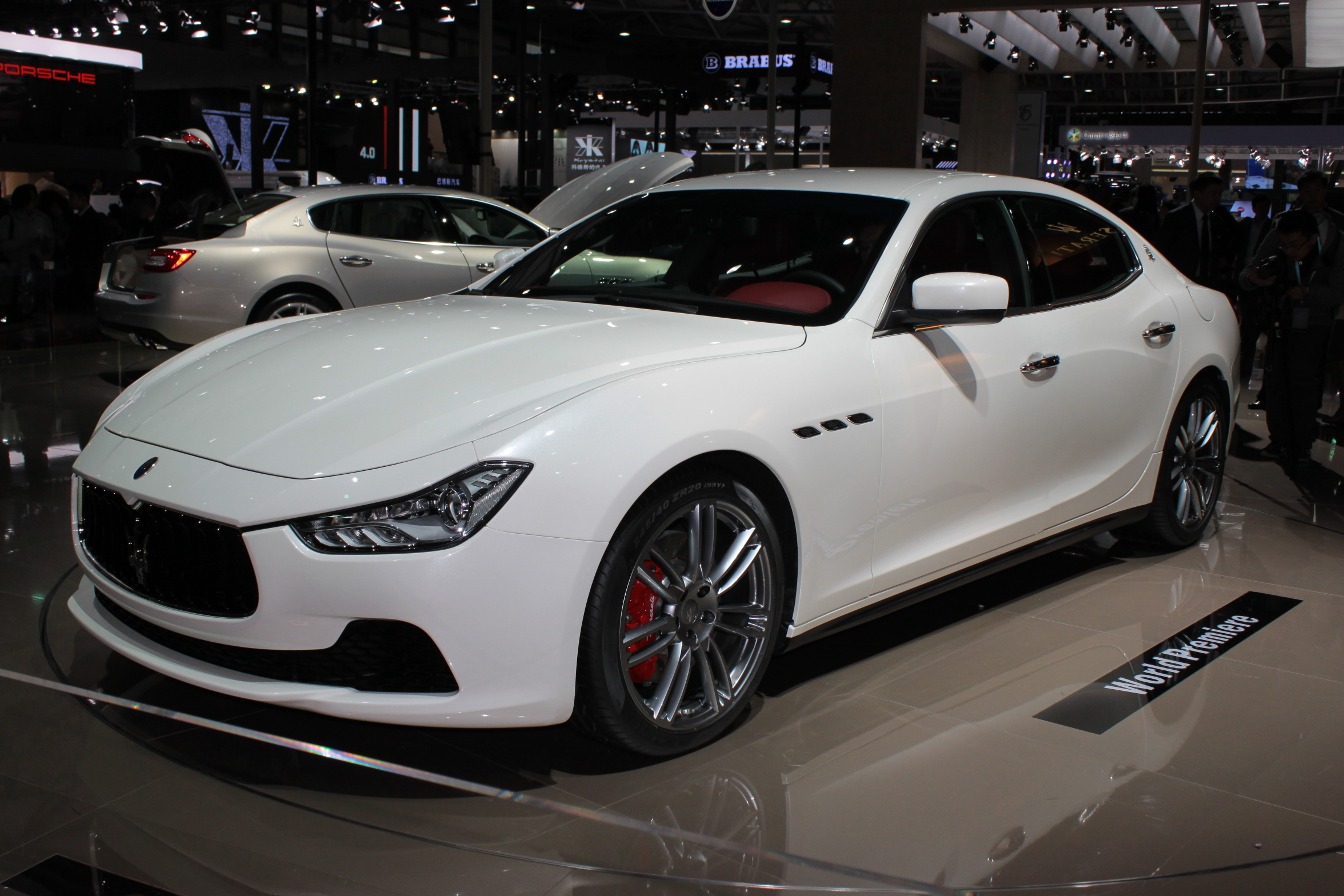
La Maserati Ghibli di Tencone e Lorenzo Ramaciotti

Fino al 2015 lo stile FGA, che comprende circa 200 elementi, è organizzato in nove dipartimenti: FIAT e Abarth Style sotto la responsabilità di Giolito; Lancia, Alfa Romeo e Maserati Style sotto la responsabilità di Tencone; Fiat Professional, Iveco e CNH Style sotto la responsabilità del designer Peter Jansen; Cross Style sotto la responsabilità del designer Alberto Dilillo; Color & Material sotto la responsabilità dell'architetto Rossella Guasco; CAS e Pre-Engineering sotto la responsabilità dell'ingegnere Andrea Mainini; Surfacelab sotto la responsabilità dell'ingegnere Marco Bertolazzi; Workshop sotto la responsabilità di Valerio Gullino; Style Planning sotto la responsabilità dell'ingegnere Dario Rebola.
Dal 2015, dopo la riorganizzazione del gruppo italo-statunitense in Fiat Chrysler Automobiles e la sostituzione ad aprile di Ramaciotti con l'americano-haitiano Ralph Gilles, già vicepresidente del design Chrysler, l'area stile EMEA, a ottobre, viene rivoluzianata nell'organizzazione e negli incarichi, passando a un unico responsabile di stile, il tedesco Klauss Busse (ex Daimler, rimasto in Chrysler), occupatosi sempre d'interni, a cui rispondono i responsabili d'esterni dei singoli marchi e un unico responsabile d'interni per tutti i brand, l'austriaco Andreas Wuppinger, già allo stile Fiat.

## Automobili

### Principali concept car
FIAT
- ESV, Torino 1971
- X1/23, Torino 1974
- SCIA, Torino 1993
- Downtown, Torino 1993
- Ecobasic, Ginevra 2000
- Trepiùno, Ginevra 2004
- Oltre, Bologna 2005

Lancia
- Dialogos, Torino 1998
- Nea, Parigi 2000
- Stilnovo, Barcellona 2003
- Fulvia Coupé, 2004

Alfa Romeo
- Proteo, Ginevra 1991
- Nuvola, Parigi 1996
- Kamal, Ginevra 2003
- 8C Competizione, Francoforte 2003
- 4C Concept, Ginevra 2011

Maserati
- Kubang, Francoforte 2011

### Riconoscimenti
Fiat Multipla
- Top Gear U.K. Car of the year, Londra 1999
- Top Gear U.K. Best Family car, Londra 1999
- Top Gear U.K. Best Family car, Londra 2000
- Car Design Award, Auto & Design “Best concept car design”, Torino 1996

Fiat Ecobasic
- Automotive World, “Best Design Team”, Parigi 2000
- Automotive News, “Best Concept Car Interior”, Parigi 2000

Fiat 500
- World Car Design of the Year, New York 2009
- Premio Innovazione e Ricerca, Presidenza della Repubblica, Roma 2009

Alfa Romeo 156
- Auto più Bella del Mondo, Automobilia, Italia, 1998
- Trophee du Design, Automobile Magazine, Francia, 1998
- European Award of Automotive Design, Belgio, 1998
- The Best Performance in Styling, Autovisie, Paesi Bassi, 1998
- Dream Car of the Year, Auto Moto, Polonia, 1998

Alfa Romeo 147
- Trophées du Design 2000, Automobile Magazine, Francia, 2000
- Prix Européen du Design Automobile 2001, Belgio, 2001

Alfa Romeo 166 FL
- L'Automobile più Bella del Mondo (cat. Berline grandi), Automobilia, 2003

Alfa Romeo GT
- Trophée du Design, L'Automobile Magazine, Francia, 2004
- L'Automobile più Bella del Mondo (cat. Coupé e cabriolet), Automobilia, 2004
- The Most Beautiful Car in the Czech Republic, Designers Committee, 2005

Alfa Romeo 8C Competizione
- Premio Internazionale Villa d'Este, 2004
- Premio Supercar Festival Automobile International, 2006

Alfa Romeo 8C Spider
- Premio Internazionale Villa d'Este, 2006

Alfa Romeo MiTo
- Plus Belle Voiture de l'Année, Festival Automobile International, 2008
- Die Besten Autos 2009, Stoccarda, 2009